# Rogério Correia
Rogério Correia de Moura Baptista (Belo Horizonte, 11 de janeiro de 1958) é um professor  e político brasileiro.

## Política
Em 2018 foi eleito deputado federal por Minas Gerais. Em fevereiro de 2019, após o Rompimento de barragem em Brumadinho, propôs a desativação de todas as barragens construídas com o método de alteamento a montante no Brasil. Em 2022, foi reeleito deputado federal por Minas Gerais.  Em 2023, foi coautor de um PDL (Projeto de Decreto Legislativo) contra as escolas cívico-militares.

## Desempenho eleitoral
| Ano  | Eleição                     | Partido | Candidato a       | Votos   | %     | Resultado  |
| ---- | --------------------------- | ------- | ----------------- | ------- | ----- | ---------- |
| 2006 | Estaduais em Minas Gerais   | PT      | Deputado Federal  | 62.117  | 0,63% | Não eleito |
| 2010 | Estaduais em Minas Gerais   | PT      | Deputado Estadual | 45.939  | 0,44% | Eleito     |
| 2014 | Estaduais em Minas Gerais   | PT      | Deputado Estadual | 72.413  | 0,70% | Eleito     |
| 2018 | Estaduais em Minas Gerais   | PT      | Deputado Federal  | 131.312 | 1,30% | Eleito     |
| 2022 | Estaduais em Minas Gerais   | PT      | Deputado Federal  | 185.918 | 1,66% | Eleito     |
| 2024 | Municipal de Belo Horizonte | PT      | Prefeito          | 55.393  | 4,37% | Não eleito |